# Economia da Indonésia

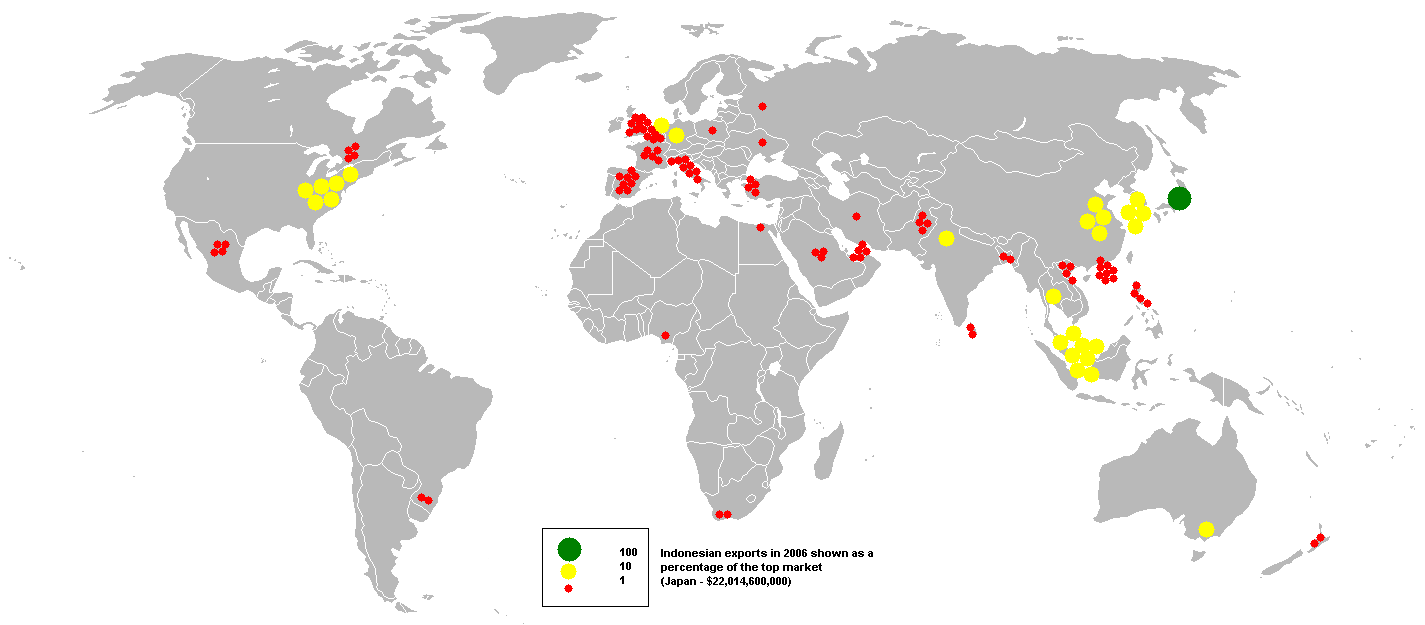
Mapa das exportações da Indonésia em 2006

Indonésia, uma vasta nação poliglota, tem resistido à crise financeira global de modo relativamente calmo devido ao motor principal de seu crescimento econômico ser o consumo interno. O crescente investimento realizado tanto por investidores locais quanto por estrangeiros, também é um dos sustentáculos do sólido crescimento. Apesar do crescimento da economia ter caído dos mais de 6% em 2007 e 2008 para os 4,5% em 2009, ele já retornou em 2010 ao patamar dos 6% em 2011. O país é um dos primeiros países exportadores de petróleo, estanho e borracha do mundo. A maior parte de sua população continua vinculada à agricultura de subsistência, à pesca e à exploração florestal. Os negócios ou as empresas industriais em mãos de indonésios têm sido tradicionalmente poucos, e a produção centrava-se em artigos para a exportação. No começo da década de 1960 o governo, para corrigir o balanço de uma economia colonial, nacionalizou as empresas estrangeiras. Com as políticas de estabilização governamentais e com grandes somas de dinheiro procedentes de ajuda do exterior, a economia indonésia, que quase caiu na bancarrota antes de 1966, começou a mostrar sintomas de uma forte recuperação.
O país faz parte do tratado internacional chamado APEC (Asia-Pacific Economic Cooperation), um bloco econômico que tem por objetivo transformar o Pacífico numa área de livre comércio e que engloba economias asiáticas, americanas e da Oceania.

## Comércio exterior
Em 2020, o país foi o 32º maior exportador do mundo (US $ 167,4 bilhões, 0,9% do total mundial). Na soma de bens e serviços exportados, chega a US $ 200,1 bilhões, ficando em 29º lugar mundial. Já nas importações, em 2019, foi o 29º maior importador do mundo: US $ 170,7 bilhões.

## Setor primário

### Agricultura
A Indonésia produziu, em 2018:

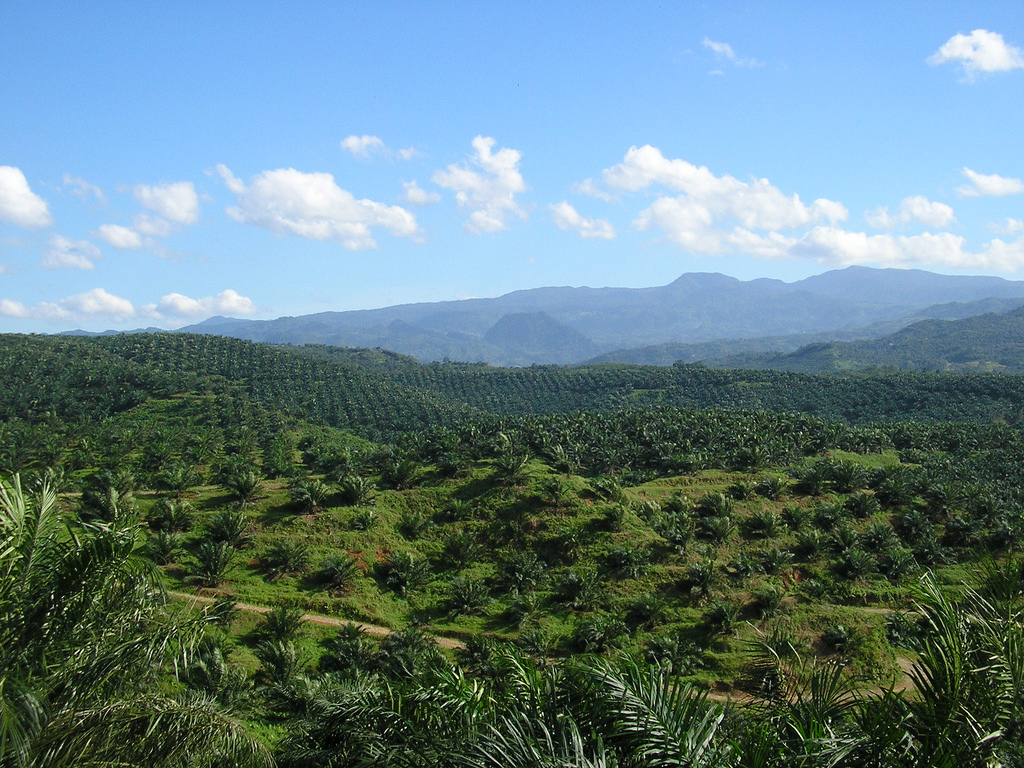
Plantação de óleo de palma em Cigudeg, Bogor.

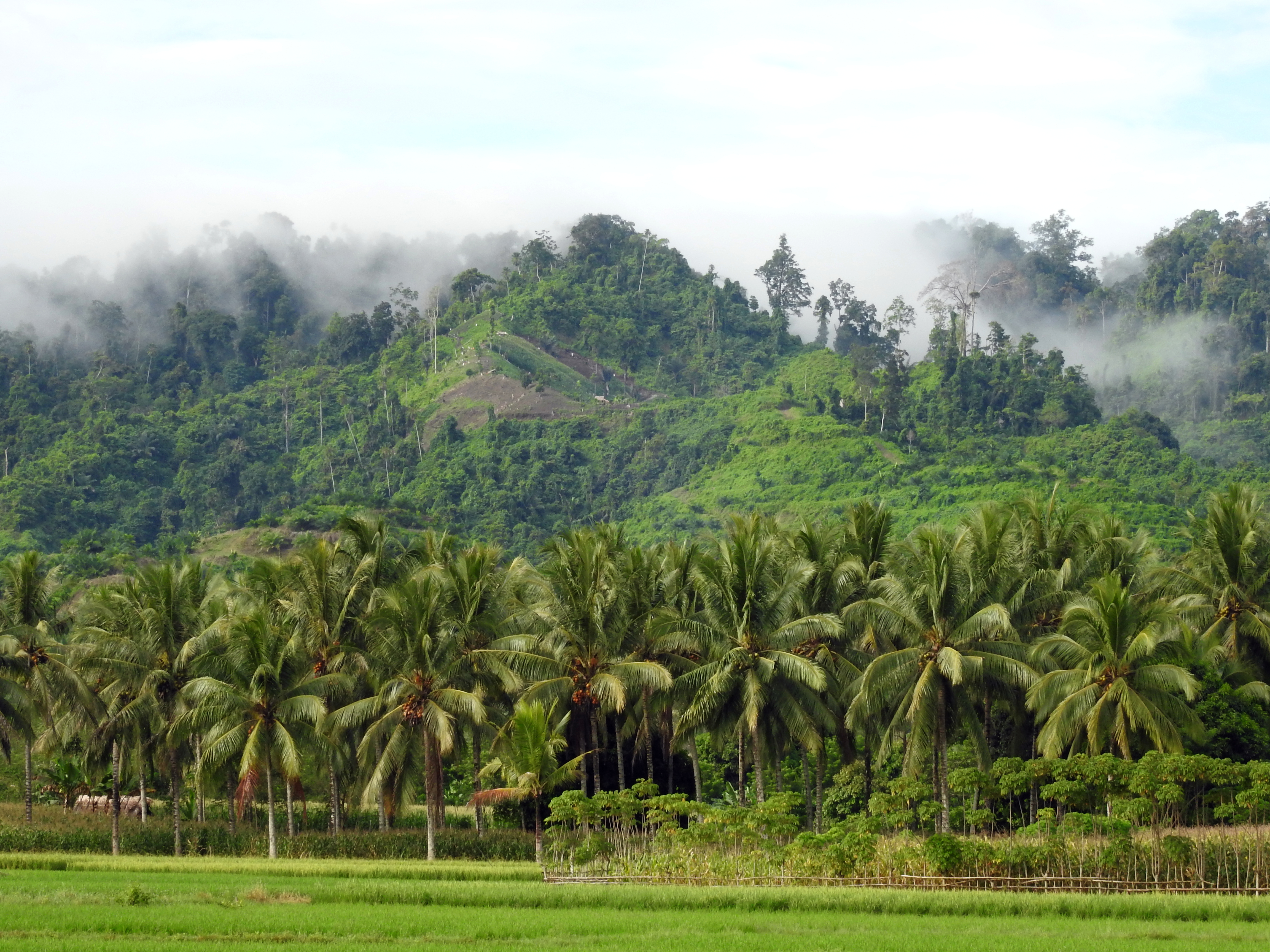
Coqueiral em Sulawesi.

- 115,2 milhões de toneladas de óleo de palma (maior produtor do mundo);
- 83,0 milhões de toneladas de arroz (3º maior produtor do mundo, somente atrás de China e Índia);
- 30,2 milhões de toneladas de milho (6º maior produtor do mundo);
- 21,7 milhões de toneladas de cana-de-açúcar (12º maior produtor do mundo);
- 18,5 milhões de toneladas de coco (maior produtor do mundo);
- 16,1 milhões de toneladas de mandioca (6º maior produtor do mundo);
- 7,2 milhão de toneladas de banana (5º maior produtor do mundo);
- 3,6 milhões de toneladas de borracha natural (2º maior produtor do mundo, somente atrás da Tailândia);
- 3,0 milhões de toneladas de manga (incluindo mangostim e goiaba) (4º maior produtor do mundo, somente atrás de Índia, China e Tailândia);
- 2,5 milhões de toneladas de pimenta chili (4º maior produtor do mundo, somente atrás da China, México e Turquia);
- 2,5 milhões de toneladas de laranja (8º maior produtor do mundo);
- 1,8 milhões de toneladas de abacaxi (5º maior produtor do mundo, somente atrás de Costa Rica, Filipinas, Brasil e Tailândia);
- 1,8 milhões de toneladas de batata doce (6º maior produtor do mundo);
- 1,5 milhão de toneladas de cebola (14º maior produtor do mundo);
- 1,4 milhão de toneladas de repolho;
- 1,2 milhão de toneladas de batata;
- 976 mil toneladas de tomate;
- 953 mil toneladas de soja;
- 939 mil toneladas de feijão;
- 887 mil toneladas de mamão (5º maior produtor do mundo, somente atrás de Índia, Brasil, México e República Dominicana);
- 722 mil toneladas de café (3º maior produtor do mundo, somente atrás de Brasil e Vietnã);
- 593 mil toneladas de cacau (3º maior produtor do mundo, somente atrás da Costa do Marfim e Gana);
- 410 mil toneladas de abacate (4º maior produtor do mundo, somente atrás de México, República Dominicana e Peru);

Além de produções menores de outros produtos agrícolas, como alho-poró (573 mil toneladas), beringela (551 mil toneladas), pepino (433 mil toneladas), gengibre (207 mil toneladas), castanha de caju (136 mil toneladas, 10º maior produtor do mundo), cravo-da-índia (123 mil toneladas), noz de areca (128 mil toneladas), fruta kapok (196 mil toneladas), chá (141 mil toneladas), tabaco (181 mil toneladas, 6º maior produtor do mundo) etc.

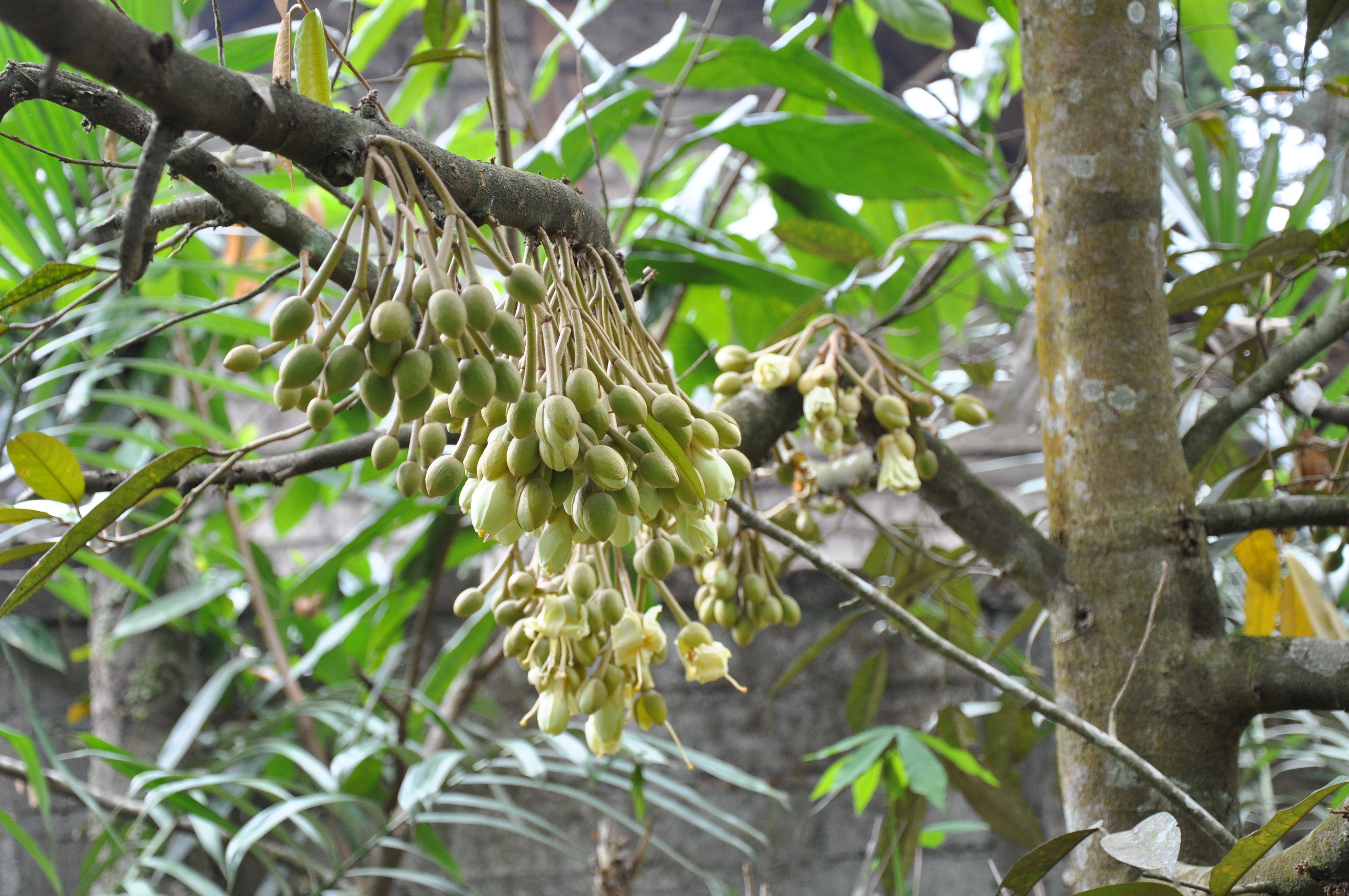
Cafezal em Satria
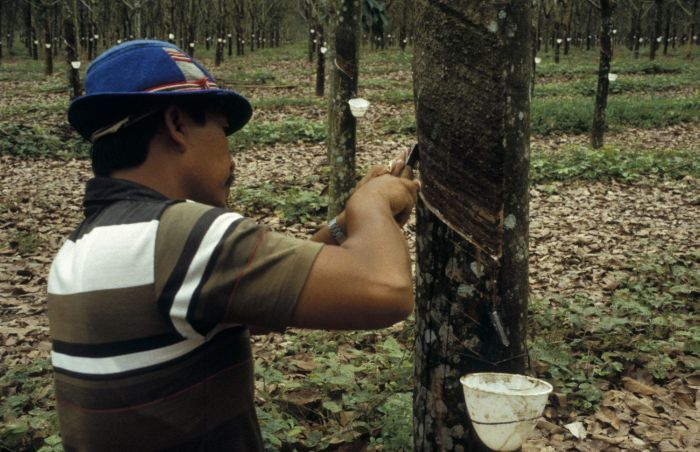
Extração de borracha natural em Sumatra
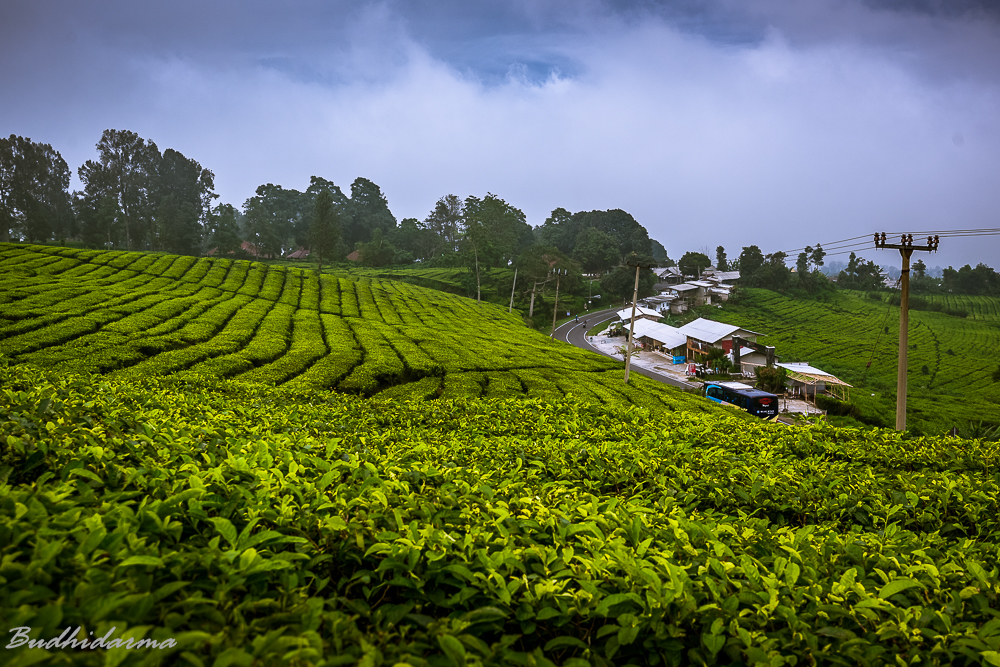
Plantação de chá indonésia
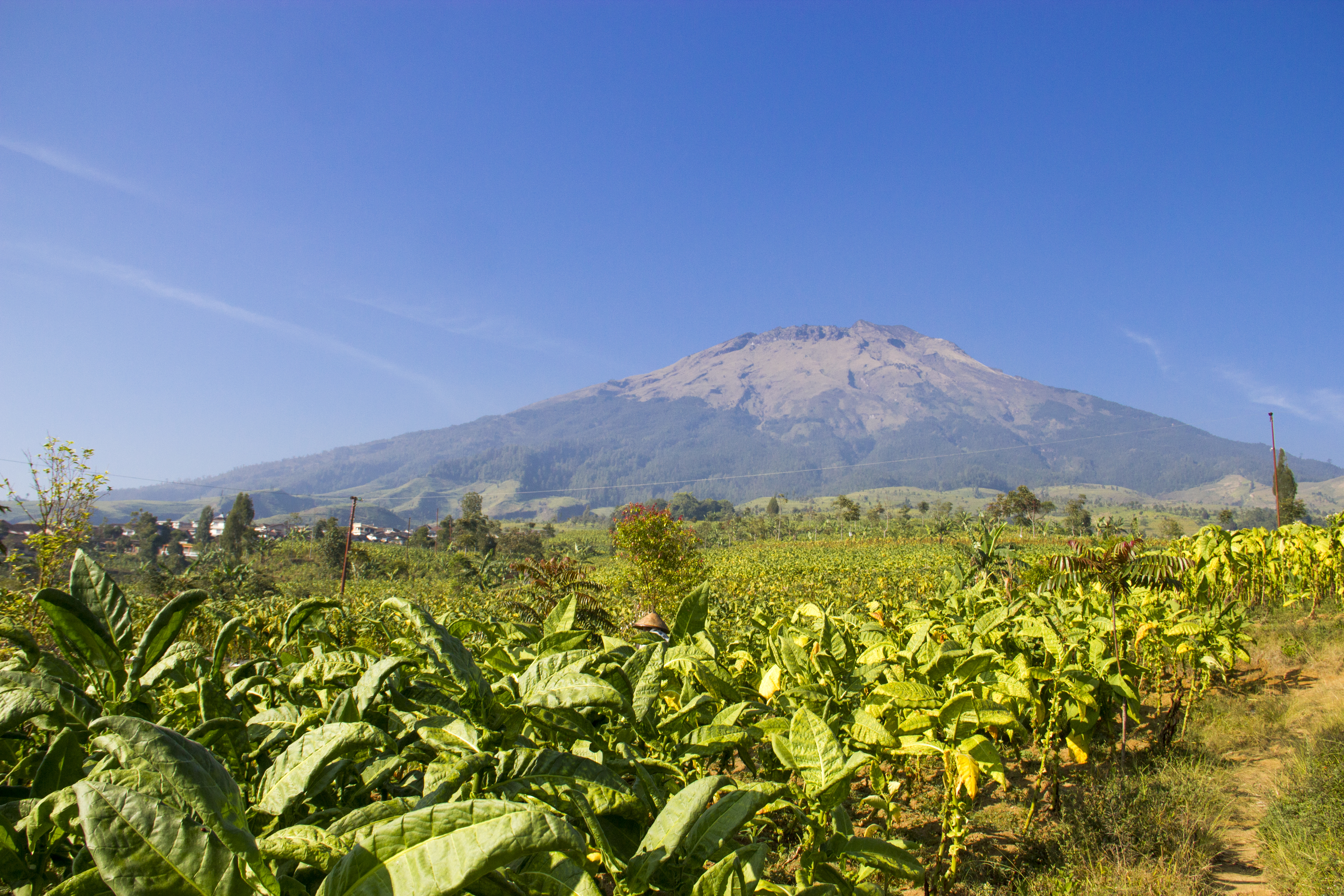
Tabaco em Java
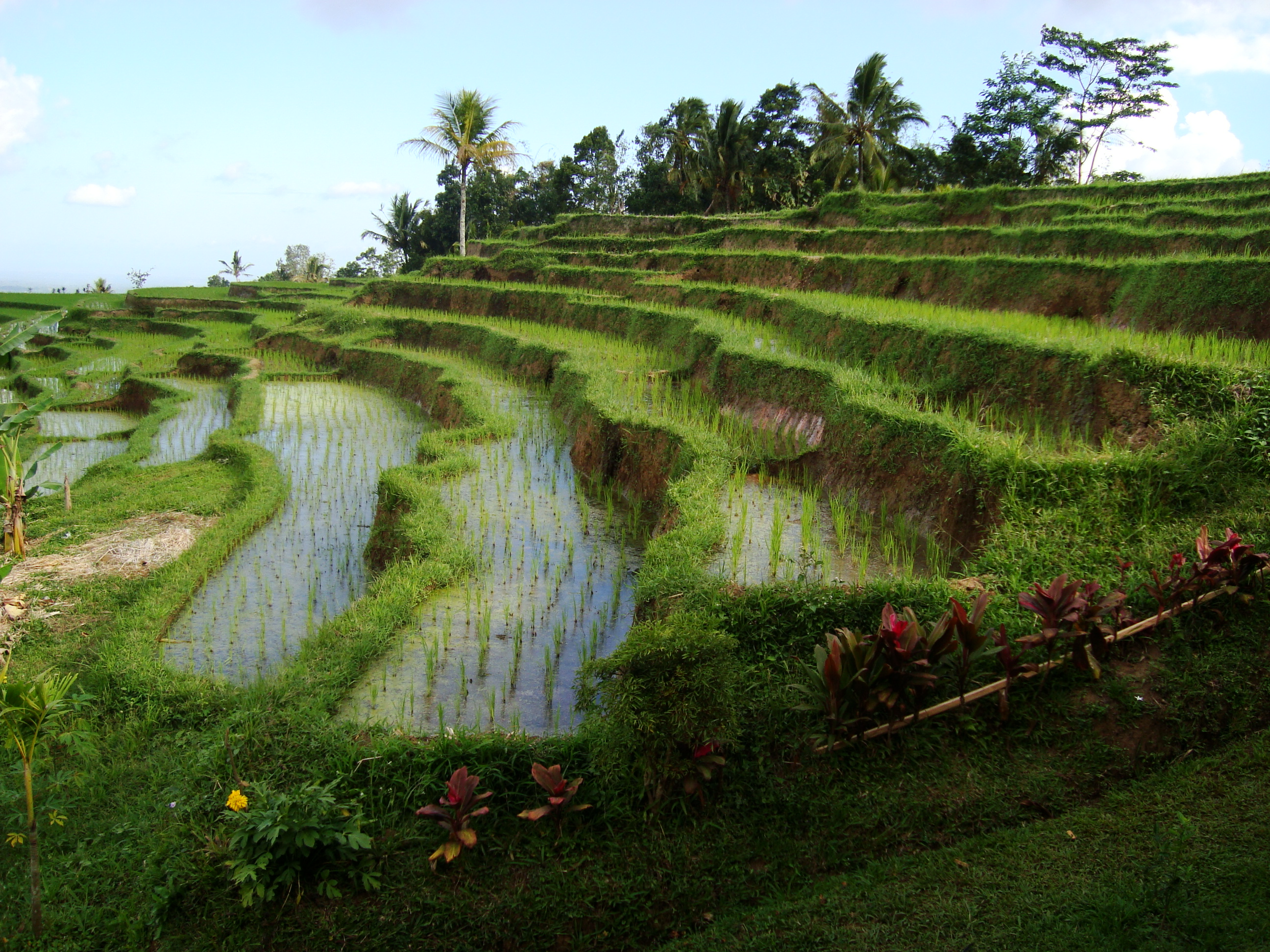
Arroz em Bali
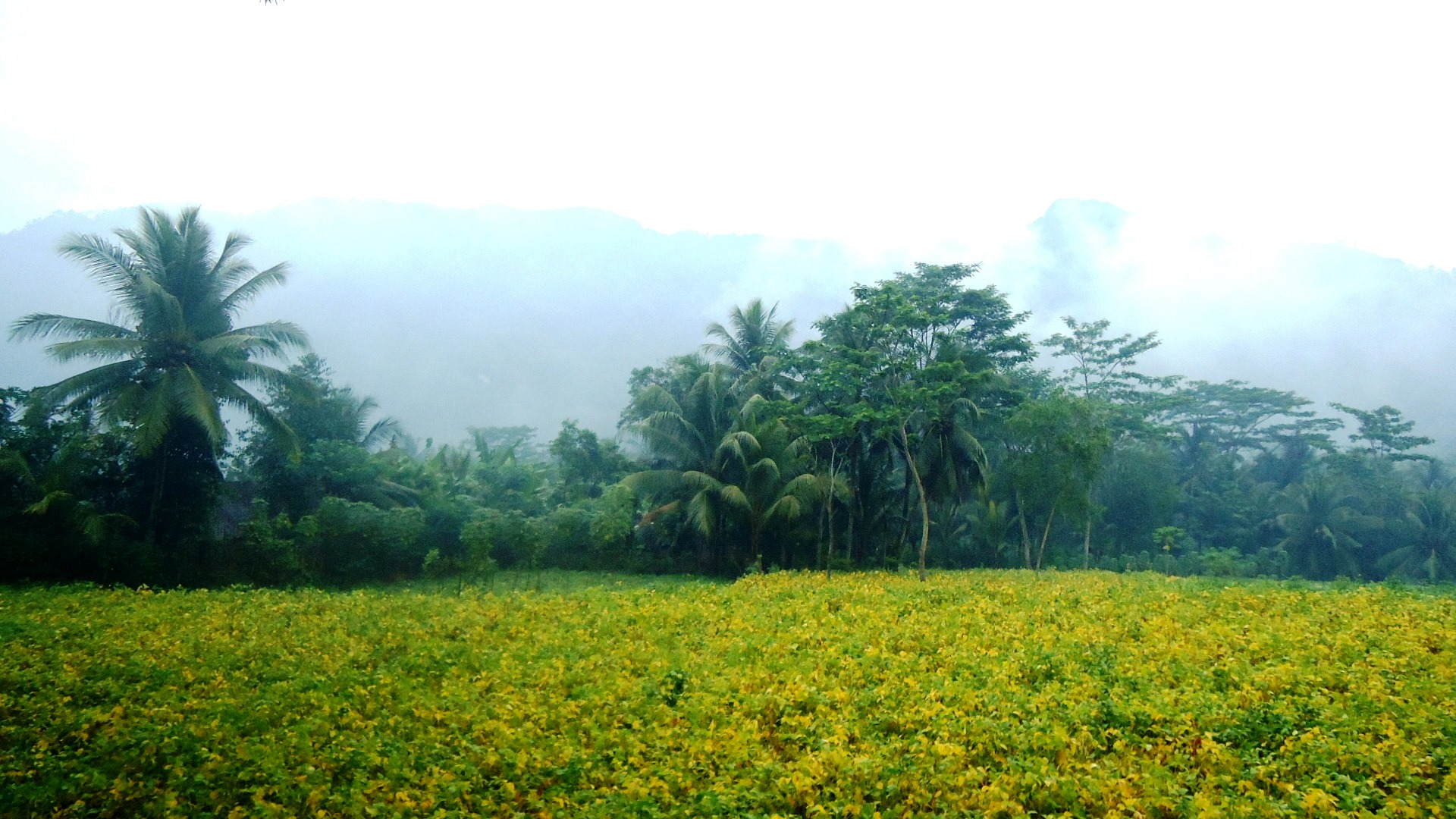
Soja em Panggul, Trenggalek
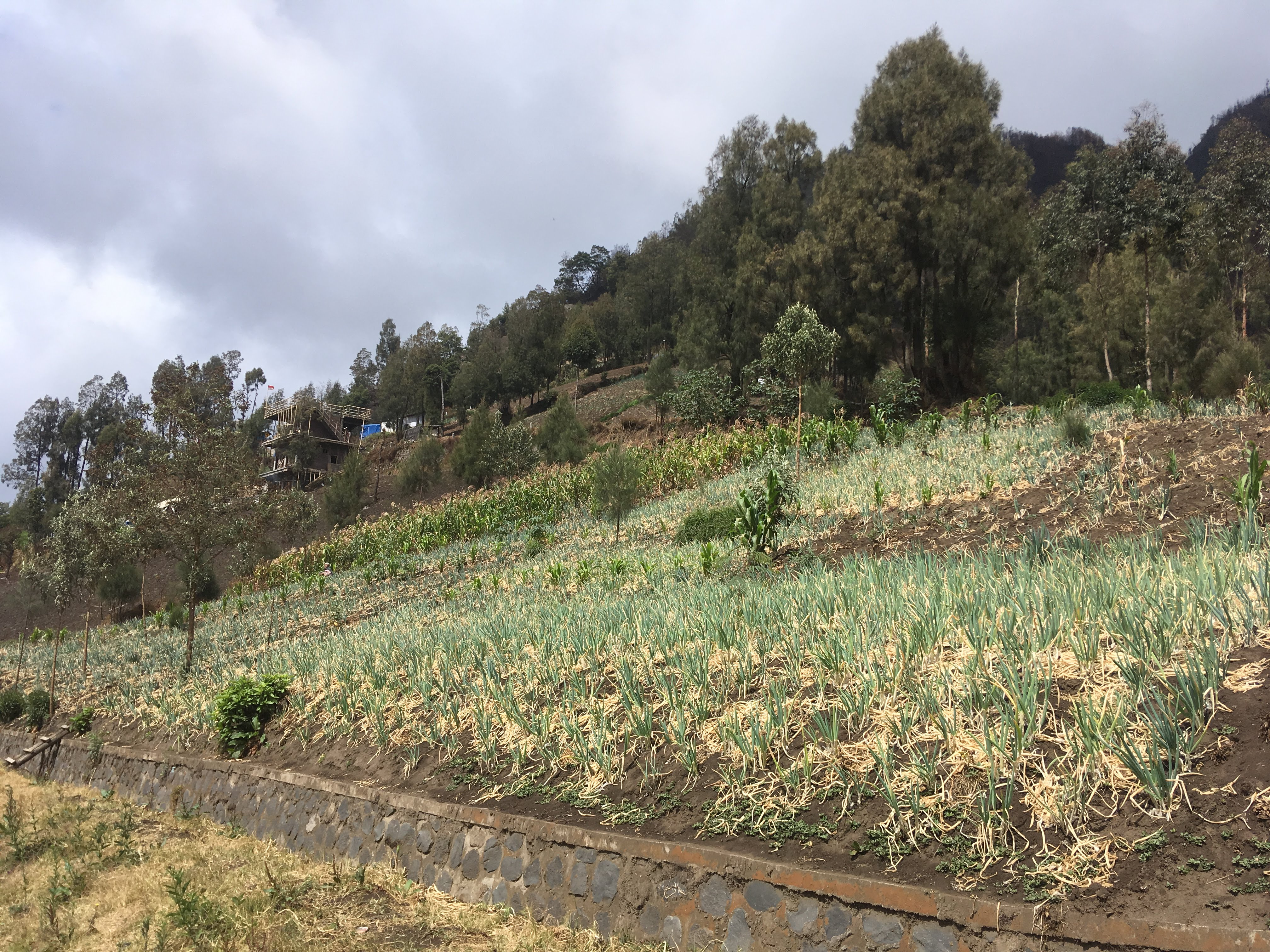
Cebola em Ngadisari
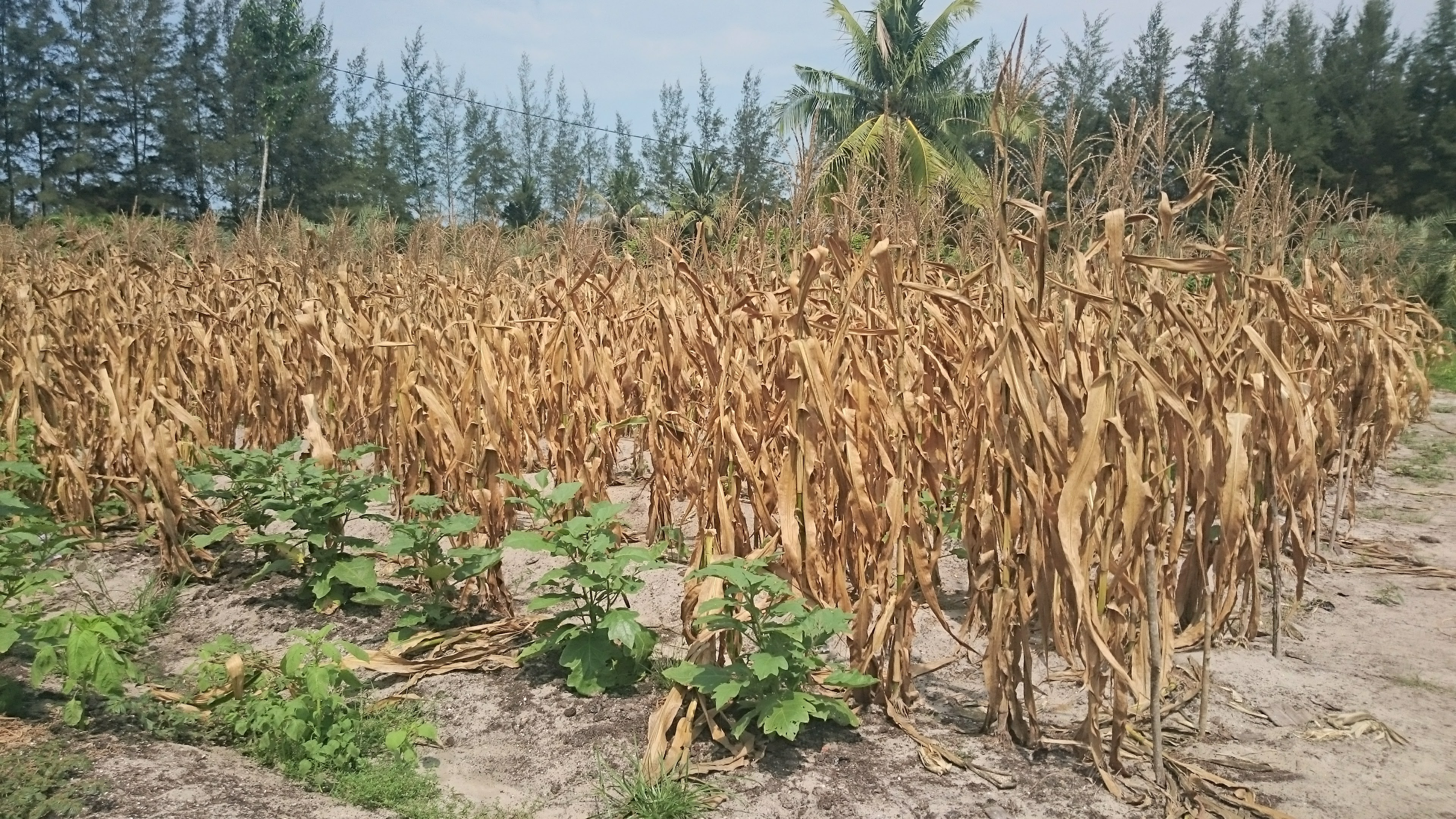
Milho em Pangkalpinang

### Pecuária
Na pecuária, a Indonésia produziu, em 2019: 3,4 milhões de toneladas de carne de frango (6º maior produtor do mundo); 4,7 milhões de toneladas de ovo de galinha (4º maior produtor do mundo); 1 bilhão de litros de leite de vaca; 369 milhões de litros de leite de cabra; 490 mil toneladas de carne bovina; 224 mil toneladas de carne suína, entre outros.

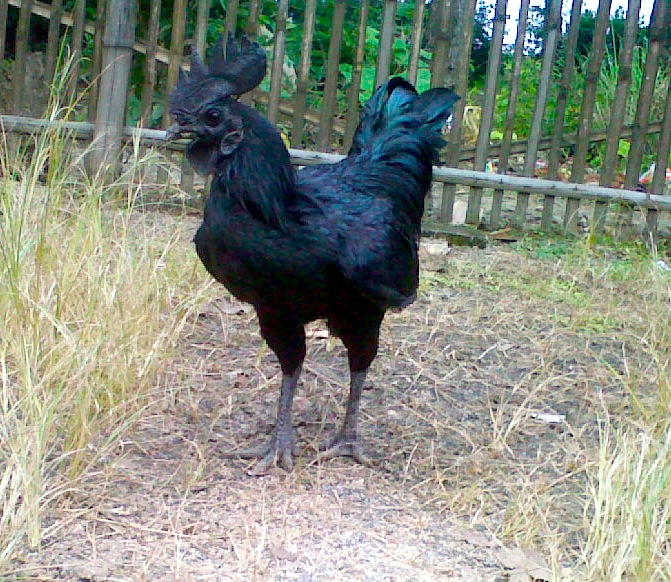
Avicultura na Indonésia
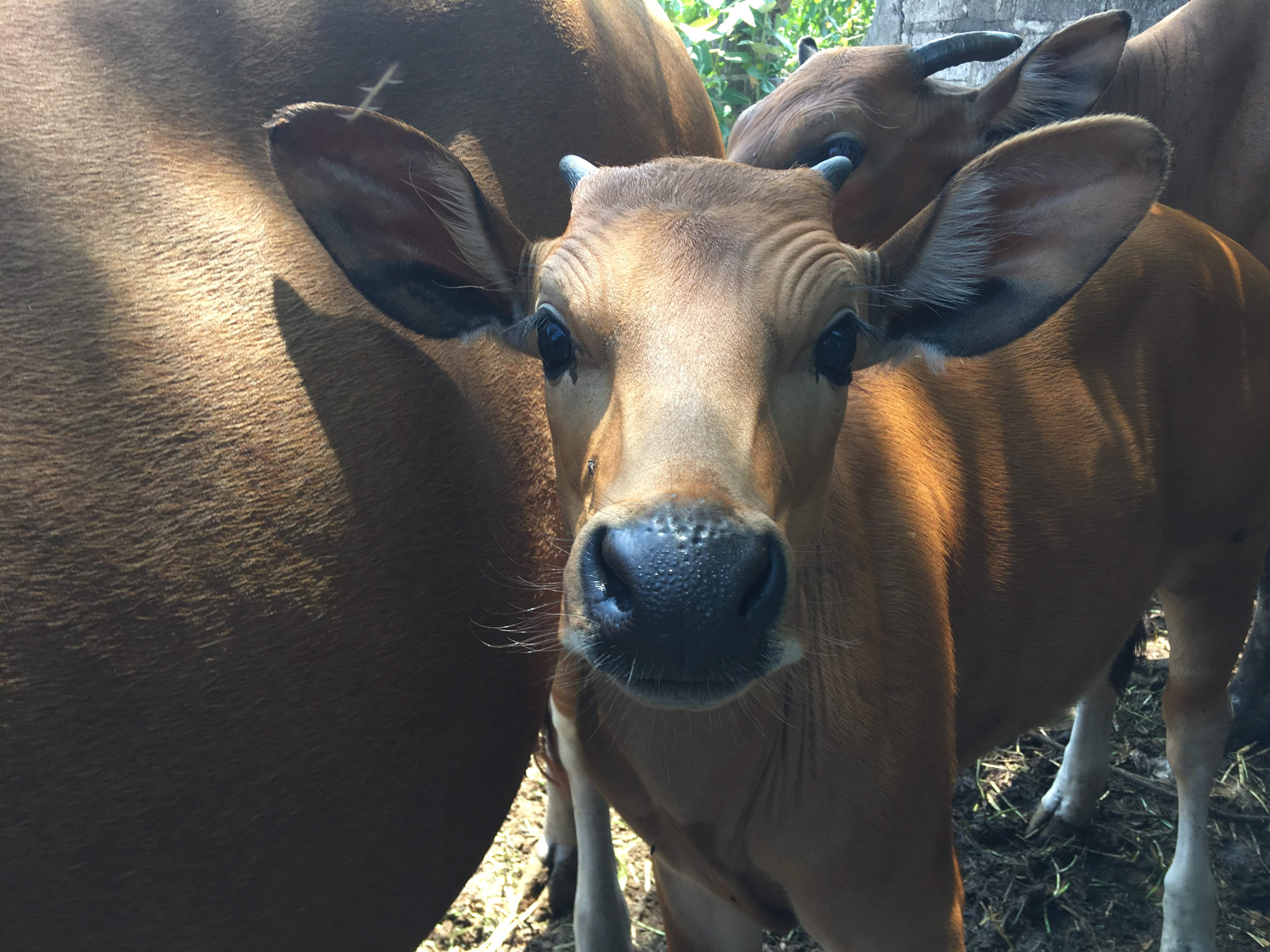
Bovinos em Semiyak
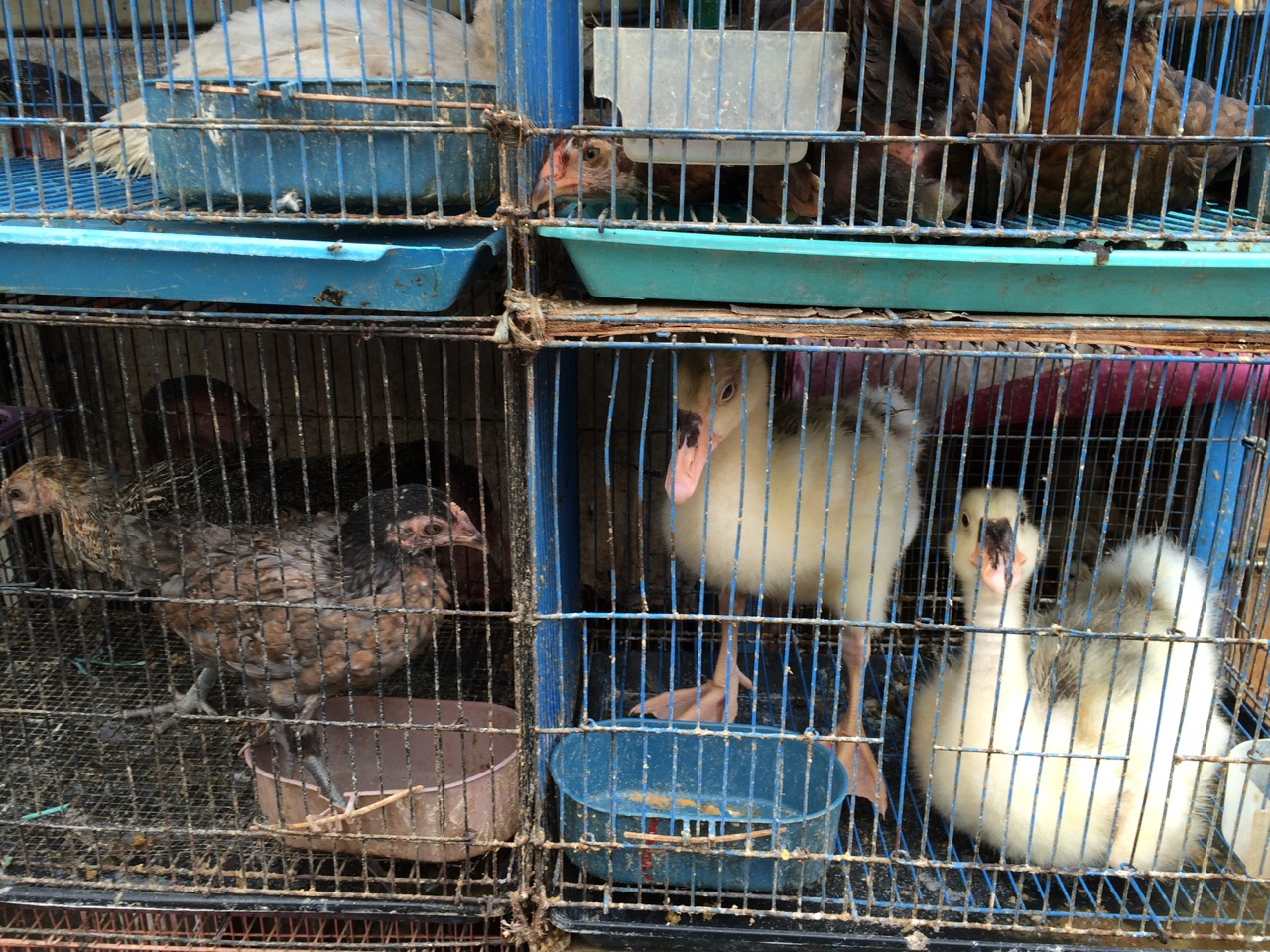
Patos em Jatinegara
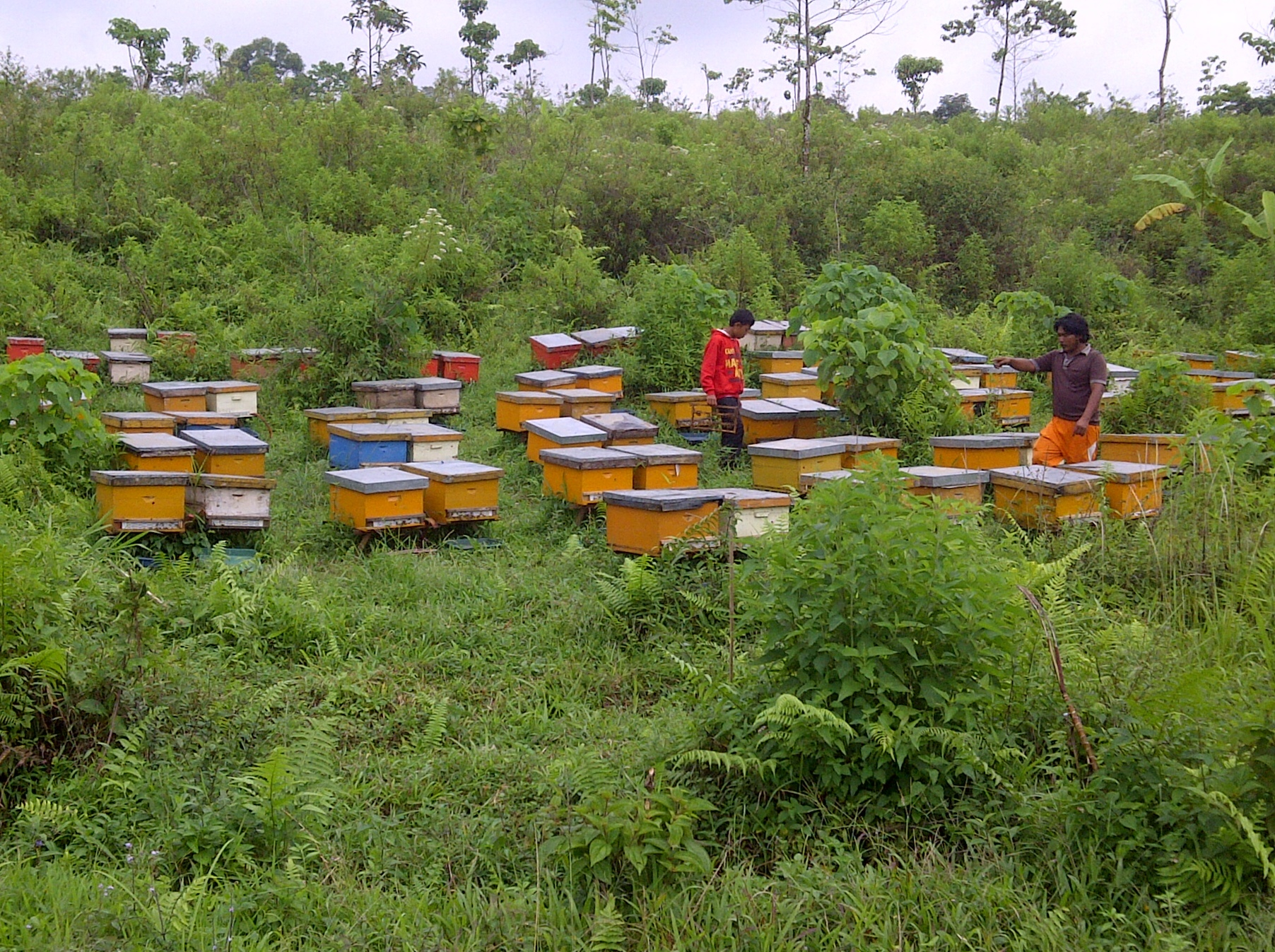
Apicultura em Kawah Ijen

## Setor secundário

### Indústria

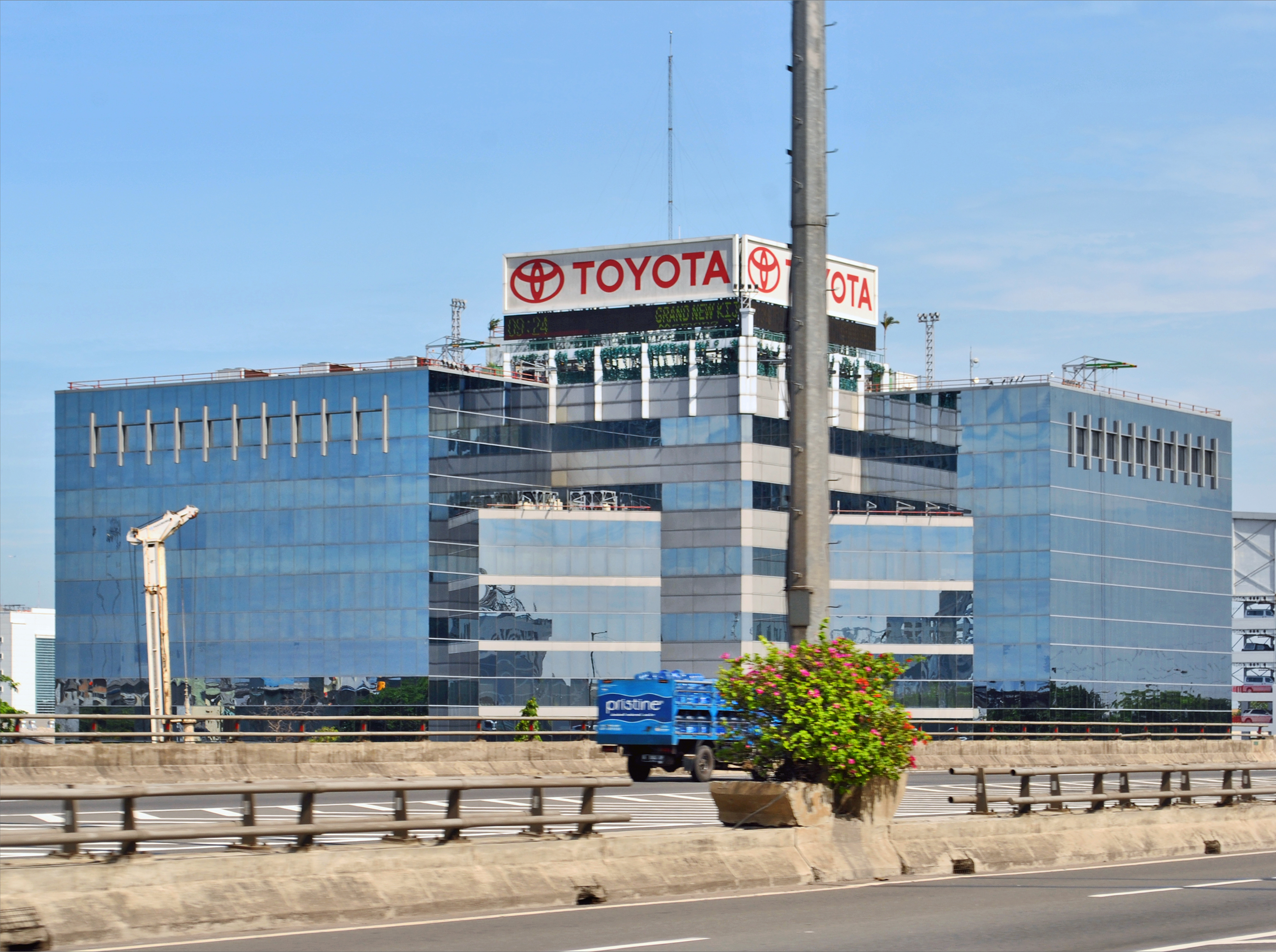
Sede da Toyota-Astra Motor em Sunter, Norte de Jacarta.

O Banco Mundial lista os principais países produtores a cada ano, com base no valor total da produção. Pela lista de 2019, a Indonésia tinha a 11ª indústria mais valiosa do mundo (US $ 220,5 bilhões).
Em 2019, a Indonésia era a 17ª maior produtora de veículos do mundo (1,2 milhões) e a 25ª maior produtora de aço (6,0 milhões de toneladas). Em 2016, o país era o 5º maior produtor de calçados do mundo. Em 2018, o país era o 2º maior produtor mundial de óleo de coco.

### Energia
Nas energias não-renováveis, em 2020, o país era o 21º maior produtor de petróleo do mundo, 712 mil barris/dia. Em 2019, o país consumia 1,6 milhão de barris/dia (13º maior consumidor do mundo). O país foi o 23º maior importador de petróleo do mundo em 2013 (391 mil barris/dia). Em 2015, a Indonésia era o 9º maior produtora mundial de gás natural, 86,9 bilhões de m3 ao ano. Em 2015 a Indonésia era o 12ª maior exportador de gás do mundo (30,2 bilhões de m3 ao ano). Na produção de carvão, o país foi o 5º maior produtor do mundo em 2018: 461,0 milhões de toneladas. Foi o maior exportador de carvão mundial em 2018: 429 milhões de toneladas.
Por ser um grande exportador de energia, o país não sente necessidade de investir na produção de energias renováveis: em 2020, não produzia nem energia eólica e nem energia solar.

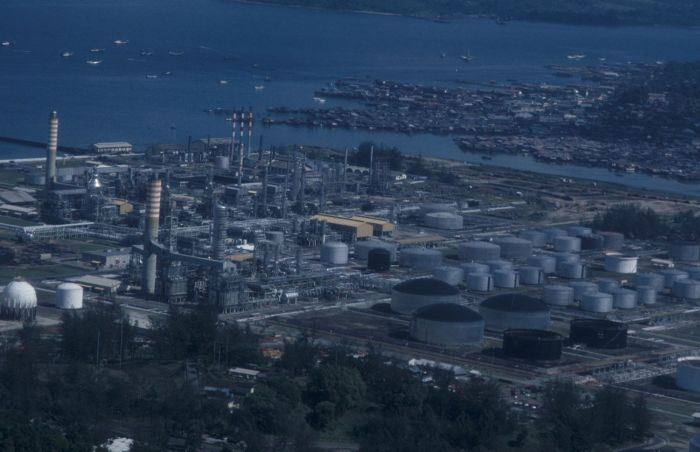
Refinaria de petróleo em Balikpapan
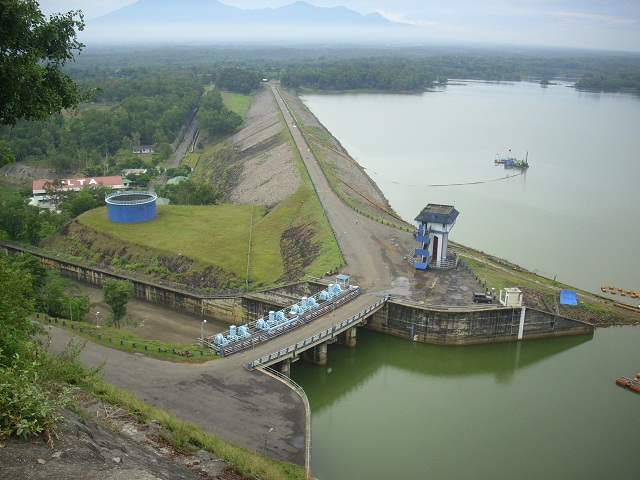
Hidroelétrica de Gajah Mungkur
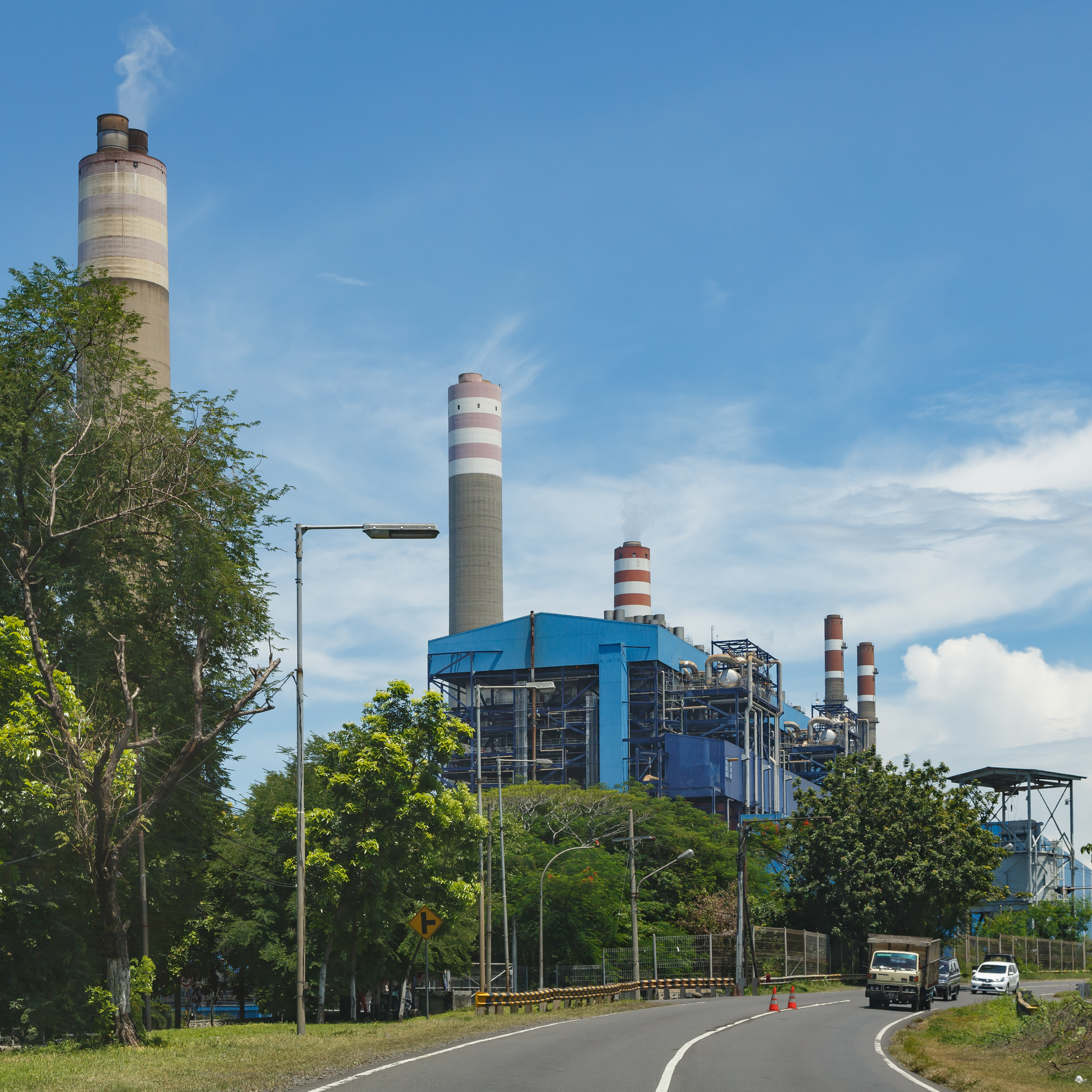
Termelétrica a carvão em Paiton

### Mineração

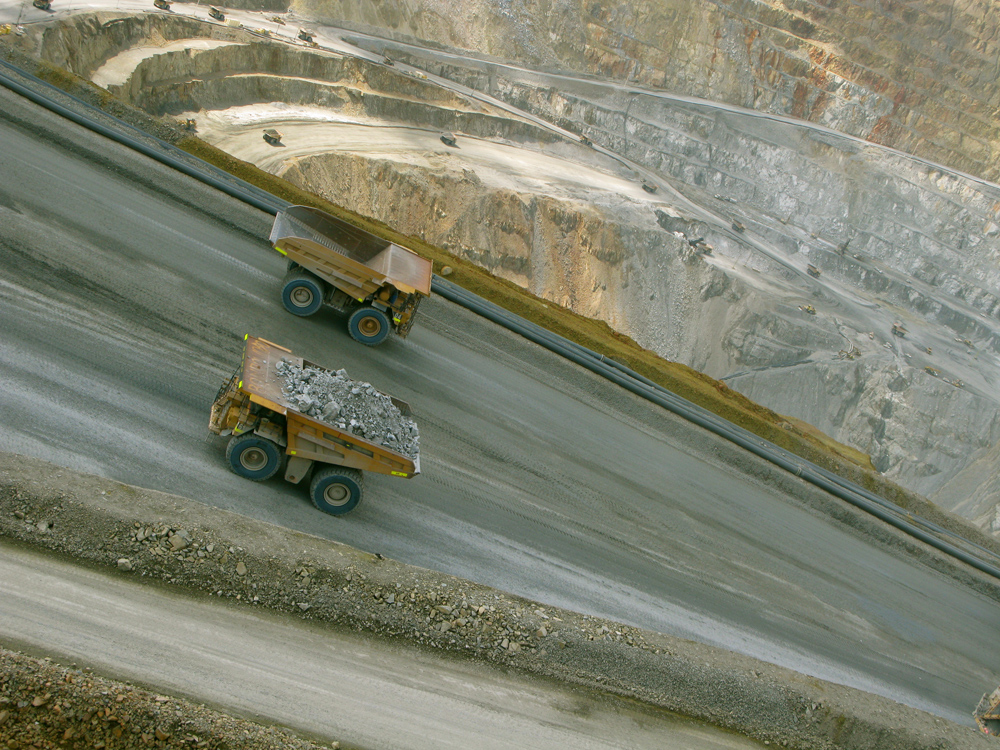
Mina de ouro, cobre e prata em West Sumbawa.

Em 2019, o país era o maior produtor mundial de níquel; 7º produtor mundial de ouro; 2º maior produtor mundial de estanho e o 6º maior produtor mundial de bauxita.

## Setor terciário

### Turismo
Em 2018, a Indonésia foi o 31º país mais visitado do mundo, com 13,3 milhões de turistas internacionais. As receitas do turismo, neste ano, foram de US $ 14,1 bilhões.